# نقشمة

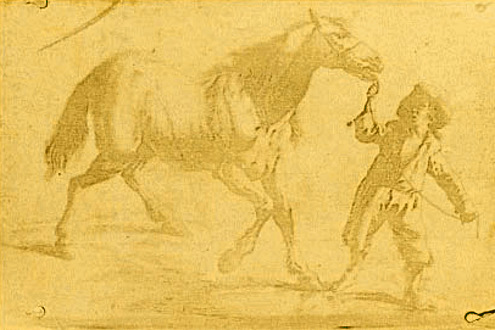
أقدم نقش معروف بالنقشمة لا يزال موجودًا، طُبِعَ من لوحة معدنية صنعها جوزيف نيسيفور نييبس في عام 1825 باستخدام "عملية نقشمية". وقد عُرِّضَت اللوحة تحت النقش العادي. كما اُستُخدمت النقشمة لالتقاط مشهد مباشر من الطبيعة باستخدام الحجرة المظلمة.

النَّقْشَمَة (منحوت من كلمتَي «نقش» و«الشمس»، بالإنجليزية: Heliography) هي عملية تصوير ضوئي قديمة تعتمد على تصلد البِتومين في ضوء الشمس. اخترع الفرنسي نيسيفور نييبس هذه التقنية نحو عام 1822. استخدم نييبس هذه العملية لصنع أقدم صورة ضوئية معروفة من الطبيعة، منظر من النافذة في لو غرا (1826 أو 1827)، وأول استخدام للطلاء الضوئي وسيلةً لإعادة إنتاج الأعمال الفنية من خلال اختراعات الطباعة الحجرية الضوئية والنقش الضوئي.